# 在日朝鮮統一民主戦線
在日朝鮮統一民主戦線（ざいにちちょうせんとういつみんしゅせんせん、재일조선통일민주전선）は、在日朝鮮人によって1951年に結成された組織。略称は「民戦（みんせん）」である。

## 概要
1949年9月の在日本朝鮮人連盟の解散以後、合法組織として残った「朝鮮解放救援会」が暫定的に全国組織としての役割を担っていた。
その後全国組織として、1950年4月に「朝鮮人団体協議会」が結成された。2ヶ月後に朝鮮戦争が勃発したことにより、北朝鮮政府を支援する強力な組織を構築すべく、1951年1月に「在日朝鮮統一民主戦線」が結成された。
民戦は、日本共産党と連携して合法的な政治活動を行った。非合法な活動は祖国防衛隊が担当し、日本共産党の非合法組織（山村工作隊や中核自衛隊）と協力関係にあった。北朝鮮との間で秘密裏に人的交流を行うため、日本共産党の「人民艦隊」に協力していた。また、朝鮮戦争休戦の直後から不審船が日本近海に出没するようになった。
1955年に、朝鮮総連が結成されたことにより解散した。